# Perasia jugis
Perasia jugis là một loài bướm đêm trong họ Noctuidae.